# Водна лъжекобра
Водните лъжекобри (Hydrodynastes gigas) са вид влечуги от семейство Смокообразни (Colubridae).
Разпространени са в централните области на Южна Америка.
Таксонът е описан за пръв път от Андре Мари Констан Дюмерил през 1854 година.